# Nekrolog 1541
Nekrolog
◄◄
| ◄
| 1537
| 1538
| 1539
| 1540
| 1541 | 1542 | 1543 | 1544 | 1545 | ► | ►►
Weitere Ereignisse | Allgemeiner Nekrolog 1541
Die Beschreibung der verstorbenen Person sollte so kurz wie möglich gehalten sein und nur deren signifikante Tätigkeit(en) enthalten.
Neue Namen ggf. auch unter dem Geburts- und Sterbedatum, also etwa unter 1. Januar und im Geburts- und Sterbejahr (2024) eintragen (nur bei entsprechender großer Wichtigkeit). Für Beispiele siehe die schon vorhandenen Artikel.
Außerdem über die fünf zuletzt Verstorbenen, zu denen es einen ausreichend guten Artikel für eine Präsentation auf der Hauptseite gibt, nach der todesbedingten Überarbeitung der Artikel ggf. auch unter Wikipedia Diskussion:Hauptseite informieren und sie am besten auch in den anderen Wikipedia-Sprachversionen eintragen. Tipp: Regelmäßig bei news.google.de nach „ist tot“, „gestorben“ oder „verstorben“ suchen.
Wenn eine Person gestorben ist, gibt es viele Seiten zu dieser Person in der Wikipedia, die davon auch betroffen sind und entsprechend aktualisiert werden müssen. Beispiele: Namenübersichtsseite, Geburtsjahr, Geburtsort-Seiten und viele mehr.
Wie finde ich die betroffenen Seiten?
Im Suchfeld auf der linken Seite gibt man den Suchbegriff so ein: „Vorname Nachname“. Dann klickt man auf Volltext und alle Seiten mit entsprechendem Suchtext werden aufgerufen. Hier sieht man dann schnell, wo auch das Todesjahr Sinn macht oder sogar ein Teil des Artikels angepasst werden muss. Auch hilft das „Werkzeug“ auf der linken Seite sehr gut, um solche Seiten aufzufinden: „Links auf diese Seite“. Somit ist die Wikipedia wieder aktuell in allen Bereichen! Hinweis: bei Eintragung der Kategorie „Gestorben JAHR“ wird der Missbrauchsfilter 49 ausgelöst, was jedoch nicht schlimm ist. Siehe: Spezial:Missbrauchsfilter/49
Dies ist eine Liste von im Jahr 1541 verstorbenen bekannten Persönlichkeiten. Die Einträge erfolgen innerhalb der einzelnen Daten alphabetisch sortiert. Tiere sind im Nekrolog für Tiere zu finden.

## Januar
| Tag        | Name                     | Beruf, bekannt als                                           | Alter | Beleg |
| ---------- | ------------------------ | ------------------------------------------------------------ | ----- | ----- |
| 3. Januar  | John Clerk               | englischer Kleriker und Diplomat, Bischof von Bath und Wells |       |       |
| 5. Januar  | Philipp von der Pfalz    | Bischof von Freising und Naumburg                            | 60    |       |
| 17. Januar | Giovanni Spataro         | italienischer Komponist, Musiktheoretiker und Sänger         | 82    |       |
| 23. Januar | Gottschalk von Ahlefeldt | letzter katholischer Bischof von Schleswig                   |       |       |
| 23. Januar | Johannes Wagner          | deutscher Benediktinerabt                                    |       |       |
| Januar     | Lupus Hellinck           | franko-flämischer Komponist und Sänger der Renaissance       |       |       |

## März
| Tag      | Name                                | Beruf, bekannt als                                                                             | Alter | Beleg |
| -------- | ----------------------------------- | ---------------------------------------------------------------------------------------------- | ----- | ----- |
| 12. März | Bernhard Zoubek von Zdětín          | Bischof von Olmütz                                                                             |       |       |
| 17. März | Ruzante                             | italienischer Komödiendichter                                                                  |       |       |
| 18. März | Henricus Ubbius                     | gelehrter Jurist, ostfriesischer Kanzler und Chronist                                          |       |       |
| 19. März | Christoph Blanck                    | deutscher Rechtswissenschaftler                                                                |       |       |
| 21. März | Wolfgang I. von Montfort-Rothenfels | Graf von Montfort in Tettnang und Rothenfels sowie Hofrat und oberösterreichischer Statthalter |       |       |
| 25. März | Paul Lindenau                       | deutscher lutherischer Theologe                                                                |       |       |

## April
| Tag       | Name                          | Beruf, bekannt als                                                                     | Alter | Beleg |
| --------- | ----------------------------- | -------------------------------------------------------------------------------------- | ----- | ----- |
| 4. April  | Daniel von Büren der Ältere   | Bürgermeister von Bremen                                                               |       |       |
| 7. April  | Gebhard XVII. von Alvensleben | Landeshauptmann, Magdeburger Rat und Amtshauptmann zu Wolmirstedt                      |       |       |
| 12. April | Georges de Selve              | französischer Bischof, Gesandter, Botschafter, Humanist und Übersetzer                 | 33    |       |
| 24. April | Celio Calcagnini              | italienischer Humanist und Gelehrter aus Ferrara                                       | 61    |       |
| 28. April | Arnold Birckmann              | deutscher Buchhändler und Renaissance-Humanist                                         |       |       |
| 29. April | Johann Gramann                | deutscher Reformator und Dichter von Kirchenliedern                                    | 53    |       |
| April     | Jerzy Radziwill               | litauischer Adeliger, Beamter im Staatsdienst und Feldherr des Großfürstentums Litauen |       |       |

## Mai
| Tag     | Name                                    | Beruf, bekannt als                              | Alter | Beleg |
| ------- | --------------------------------------- | ----------------------------------------------- | ----- | ----- |
| 20. Mai | Johann III. von Henneberg-Schleusingen  | Fürstabt von Fulda                              | 38    |       |
| 21. Mai | Johann Fabri                            | Humanist, katholischer Bischof der Diözese Wien |       |       |
| 23. Mai | Urbanus Rhegius                         | deutscher Reformator                            |       |       |
| 28. Mai | Margaret Pole, 8. Countess of Salisbury | englische Adelige und Märtyrerin                | 67    |       |

## Juni
| Tag      | Name                           | Beruf, bekannt als                                     | Alter | Beleg |
| -------- | ------------------------------ | ------------------------------------------------------ | ----- | ----- |
| 4. Juni  | Georg von Tessing              | Bischof von Seckau                                     |       |       |
| 26. Juni | Francisco Pizarro              | spanischer Konquistador                                |       |       |
| 27. Juni | Anton van Glymes van Bergen    | 1. Markgraf von Bergen op Zoom und 1. Graf von Walhain | 41    |       |
| 29. Juni | Wilhelm von Hohnstein          | Bischof von Straßburg                                  |       |       |
| 29. Juni | Thomas Fiennes, 9. Baron Dacre | englischer Peer                                        |       |       |

## Juli
| Tag     | Name                | Beruf, bekannt als                                                                         | Alter | Beleg |
| ------- | ------------------- | ------------------------------------------------------------------------------------------ | ----- | ----- |
| 3. Juli | Girolamo Ghinucci   | italienischer Geistlicher, Bischof, päpstlicher Diplomat und Kardinal der Römischen Kirche |       |       |
| 4. Juli | Pedro de Alvarado   | spanischer Konquistador                                                                    |       |       |
| 4. Juli | Balthasar Fabricius | deutscher Humanist, lateinischer Grammatiker und Rhetoriker                                |       |       |

## August
| Tag        | Name                  | Beruf, bekannt als                                                     | Alter | Beleg |
| ---------- | --------------------- | ---------------------------------------------------------------------- | ----- | ----- |
| 1. August  | Simon Grynaeus        | deutscher Humanist und reformierter Theologe                           |       |       |
| 10. August | Hōjō Ujitsuna         | japanischer Feldherr                                                   |       |       |
| 11. August | Pedro de Lerma        | spanischer Theologe und erster Kanzler der Universität Alcalá          |       |       |
| 11. August | Johann Wenth          | Superintendent                                                         |       |       |
| 18. August | Heinrich              | Herzog von Sachsen sowie Sagan und Markgraf von Meißen                 | 68    |       |
| 20. August | Jakob Feer            | Schweizer Kleinrat, Landvogt, Schultheiss und Tagsatzungsgesandter     | 69    |       |
| 25. August | Paul Ziegler          | Bischof von Chur                                                       |       |       |
| 28. August | Gianvincenzo Carafa   | italienischer Kardinal und Bischof                                     |       |       |
| August     | Valentin Bousch       | französischer Glasmaler                                                |       |       |
| August     | Wilhelm von Rogendorf | österreichischer Adeliger, Obersthofmeister und Militärperson          |       |       |
| August     | Juan de Valdés        | spanischer reformatorisch gesinnter katholischer Theologe und Humanist |       |       |

## September
| Tag           | Name                    | Beruf, bekannt als                                                               | Alter | Beleg |
| ------------- | ----------------------- | -------------------------------------------------------------------------------- | ----- | ----- |
| 1. September  | Gül Baba                | islamischer Heiliger, Derwisch und Dichter                                       |       |       |
| 12. September | Peter Breuer            | sächsischer spätgotischer Bildhauer und Bildschnitzer                            |       |       |
| 21. September | Amalia von Forstmeister | Äbtissin von Kloster Kitzingen                                                   |       |       |
| 23. September | Andreas Kindscher       | achter Abt der Reichsabtei Ochsenhausen                                          |       |       |
| 24. September | Paracelsus              | Arzt, Alchemist, Astrologe, Naturforscher, Mystiker, Laientheologe und Philosoph |       |       |

## Oktober
| Tag         | Name                         | Beruf, bekannt als                                 | Alter | Beleg |
| ----------- | ---------------------------- | -------------------------------------------------- | ----- | ----- |
| 8. Oktober  | Johann Freiberger            | deutscher Geschichtsschreiber                      |       |       |
| 11. Oktober | Laurentius I. von Lilienfeld | 36. Abt von Stift Lilienfeld                       |       |       |
| 14. Oktober | Matthäus von Pappenheim      | deutscher Kanoniker und Humanist                   | 83    |       |
| 15. Oktober | Werner Schodoler             | Schweizer Chronist                                 |       |       |
| 16. Oktober | Johann Baptista von Taxis    | Generalpostmeister                                 |       |       |
| 18. Oktober | Margaret Tudor               | englische Prinzessin, Queen Consort von Schottland | 51    |       |
| 31. Oktober | Pedro Sarmiento              | spanischer Erzbischof und Kardinal                 |       |       |
| 31. Oktober | Vicente de Valverde          | spanischer Dominikaner                             |       |       |

## November
| Tag          | Name                                | Beruf, bekannt als                                                    | Alter | Beleg |
| ------------ | ----------------------------------- | --------------------------------------------------------------------- | ----- | ----- |
| 4. November  | Wolfgang Capito                     | Straßburger Reformator                                                |       |       |
| 9. November  | Caspar Adelmann von Adelmannsfelden | deutscher Humanist                                                    | 76    |       |
| 11. November | Federigo Fregoso                    | italienischer Kardinal, Erzbischof von Salerno und Bischof von Gubbio |       |       |
| 15. November | Margarete Blarer                    | deutsche Diakonisse und Reformerin                                    |       |       |
| 16. November | Elisabeth Silbereisen               | Ehefrau Martin Bucers                                                 |       |       |

## Dezember
| Tag          | Name                    | Beruf, bekannt als                                                                       | Alter | Beleg |
| ------------ | ----------------------- | ---------------------------------------------------------------------------------------- | ----- | ----- |
| 7. Dezember  | Karl I. von Egmond      | dritter Graf von Egmond                                                                  |       |       |
| 10. Dezember | Thomas Culpeper         | Geliebter von Catherine Howard, der 5. Ehefrau des englischen Königs Heinrich VIII.      |       |       |
| 10. Dezember | Francis Dereham         | Geliebter von Catherine Howard, der fünften Ehefrau des englischen Königs Heinrich VIII. |       |       |
| 11. Dezember | Antonius Broickwy       | Theologe und Franziskaner                                                                |       |       |
| 15. Dezember | Johanna van der Gheynst | Geliebte Kaiser Karls V.                                                                 |       |       |
| 24. Dezember | Andreas Bodenstein      | deutscher Reformator                                                                     |       |       |
| 31. Dezember | Wolfgang Kettwig        | Kanzler von Mecklenburg-Güstrow und Brandenburg                                          |       |       |

## Datum unbekannt
| Tag      | Name                    | Beruf, bekannt als                                                      | Alter | Beleg |
| -------- | ----------------------- | ----------------------------------------------------------------------- | ----- | ----- |
|          | Jean Clouet             | französischer Maler                                                     |       |       |
|          | Claus von der Decken    | Bürgermeister von Stade                                                 |       |       |
|          | Melchior Díaz           | spanischer Entdecker                                                    |       |       |
|          | Gazi Husrev Beg         | bosnischer Adliger, Militärstratege und Gouverneur im Osmanischen Reich |       |       |
|          | Heyno Gottschalk        | letzter Abt des Benediktinerklosters Oldenstadt                         |       |       |
| Frühjahr | Andreas Hoffrichter     | deutscher reformatorischer Theologe                                     |       |       |
|          | Gerard Horenbout        | flämischer Maler                                                        |       |       |
|          | Hans Kotter             | deutscher Komponist und Organist                                        |       |       |
|          | Wolfgang I. Lenberger   | Stiftspropst von Berchtesgaden                                          |       |       |
|          | Lorenzetto              | italienischer Architekt und Bildhauer                                   |       |       |
|          | Mạc Đăng Dung           | vietnamesischer Kaiser und Begründer der Mạc-Dynastie                   |       |       |
|          | Stephan Mahu            | franco-flämischer Komponist und Kapellmeister der Renaissance           |       |       |
|          | Jakob Pollak            | jüdischer Gelehrter, Rabbiner und Leiter einer Jeschiwa                 |       |       |
|          | Lucas Rem               | Augsburger Kaufmann und Autor eines Tagebuchs                           |       |       |
|          | Fernando de Rojas       | spanischer Jurist und Schriftsteller der Renaissance                    |       |       |
|          | Leonhard Roth           | Kirchenlieddichter                                                      |       |       |
|          | Stanisław Samostrzelnik | polnischer Renaissancekünstler und Zisterziensermönch                   |       |       |
|          | Thomas von Schallen     | Walliser Notar, Politiker und Hauptmann                                 |       |       |
|          | Ave von Schönfeld       | Frau in der Geschichte der Reformation und „erste Liebe“ Martin Luthers |       |       |
|          | Johann Sengestake       | Lübecker Salzkaufmann und Ratsherr der Wullenweverzeit                  |       |       |
|          | Francysk Skaryna        | Humanist, Erstbuchdrucker der Weißrussen                                |       |       |
|          | Wolfgang Stöckel        | deutscher Buchdrucker der Reformationszeit                              |       |       |
|          | Hans Wildefüer          | Bürgermeister der Altstadt Hildesheim                                   |       |       |
|          | Anton Woensam           | deutscher Maler, Holzschneider, Graphiker und Illustrator               |       |       |